# Jelena Zamołodczikowa
Jelena Zamołodczikowa (ros. Еле́на Миха́йловна Замоло́дчикова; ur. 19 września 1982) – rosyjska gimnastyczka, czterokrotna medalistka olimpijska.
Brała udział w dwóch igrzyskach (IO 00, IO 04), na obu zdobywała medale. W 2000 zwyciężyła w skoku przez konia i ćwiczeniach wolnych oraz wspólnie z koleżankami zajęła drugie miejsce w drużynie. W 2004 Rosjanki zajęły w drużynie trzecie miejsce. Zdobyła dwa tytuły mistrzyni świata w skoku (1999 i 2002), w 2003 zajęła w tej konkurencji drugie miejsce. W drużynie zdobywała srebro w 1999 i 2001 oraz brąz w 2006. W 1999 była trzecia w indywidualnym wieloboju.
W 2015 została uhonorowana miejscem w Hall of Fame Gimnastyki.